# Diomocoris
Diomocoris is een geslacht van wantsen uit de familie van de Miridae (Blindwantsen). Het geslacht werd voor het eerst wetenschappelijk beschreven door Eyles in 1999.

## Soorten
Het genus bevat de volgende soorten:

- Diomocoris fasciatus Eyles, 1999
- Diomocoris granosus Eyles, 1999
- Diomocoris maoricus (Walker, 1873)
- Diomocoris ostiolum Eyles, 1999
- Diomocoris punctatus Eyles, 1999
- Diomocoris raoulensis Eyles, 1999
- Diomocoris russatus Eyles, 1999
- Diomocoris sexcoloratus Eyles, 1999
- Diomocoris woodwardi Eyles, 1999